# Jorgos Katiforis
Jorgos Katiforis, gr. Γιώργος Κατηφόρης (ur. 24 grudnia 1935 w Atenach, zm. 12 kwietnia 2022) – grecki prawnik i ekonomista, od 1994 do 2004 poseł do Parlamentu Europejskiego.

## Życiorys
Absolwent szkoły prawa w Atenach. W 1966 ukończył studia ekonomiczne w London School of Economics. Pracował przez kilka lat jako prawnik i dziennikarz. Od połowy lat 60. był nauczycielem akademickim, zawodowo związanym głównie z University College London. Wykładał też na brazylijskim Uniwersytecie w Pernambuco. W pracy naukowej zajmował się głównie marksistowską teorią ekonomii, później sprawami integracji europejskiej.
Kandydował bez powodzenia w wyborach parlamentarnych w 1961 i 1963. Blisko współpracował z Andreasem Papandreu, był jego doradcą gospodarczym w okresie pełnienia funkcji premiera (1987–1989 i 1993–1994).
W 1994 i w 1999 z listy Panhelleńskiego Ruchu Socjalistycznego uzyskiwał mandat posła do Parlamentu Europejskiego IV i V kadencji. Należał do grupy socjalistycznej, był wiceprzewodniczącym Komisji ds. Gospodarczych i Walutowych oraz Polityki Przemysłowej (1994–1999). W PE zasiadał do 2004. Wchodził również w skład Konwentu Europejskiego (w tym jako członek jego prezydium).